# Telesto (astronomia)
Telesto (dal greco Τελεστώ) è un satellite naturale di Saturno. Venne scoperto da Smith, Reitsema, Larson e Fountain nel 1980 attraverso osservazioni da terra e chiamato temporaneamente 1980 S 13.  Fu ufficialmente chiamato Telesto dalla mitologia greca nel 1983. È anche conosciuto come Saturno XIII.
Telesto è un satellite troiano, co-orbitale con Teti, e risiede nel punto di Lagrange L4 di Teti. Il satellite Calipso si trova invece nel punto di Lagrange L5.
La sonda Cassini ha effettuato un sorvolo ravvicinato distante di questo satellite l'11 ottobre 2005. Le immagini riprese mostrano una superficie sorprendentemente liscia e priva di crateri da impatto.